# سكاي كيم
سكاي كيم (بالإنجليزية: Sky Kim)‏ هو نبال أسترالي، ولد في 24 نوفمبر 1982 في دايغو في كوريا الجنوبية.

## وصلات خارجية
- سكاي كيم على موقع الاتحاد الدولي للرماية بالسهام (الإنجليزية)
- سكاي كيم على موقع أوليمبيديا (الإنجليزية)
- سكاي كيم على موقع اللجنة الأولمبية الأسترالية (الإنجليزية)